# KAMEN RIDER DRAGON KNIGHT
『KAMEN RIDER DRAGON KNIGHT』（カメンライダー・ドラゴンナイト）は2009年1月3日から同年12月26日までThe CW他で放映されたアメリカの特撮テレビドラマ作品、および作中で主人公が変身するヒーローの名称である。
『仮面ライダー龍騎』の北米向けローカライズ作品で、2008年12月13日に第1話が特番として先行放映された。全40話。アメリカThe CWでのみ番組編成の都合で第38話で放映終了となり、残りの2話（第39話、第40話）は4キッズTVのウェブサイトで配信された。
後に日本でも放映されている。詳細は日本での展開の節を参照。

## ストーリー
近頃、街では人々が正体不明のモンスターに襲われ鏡の中へと消える事件が多発。同時にモンスターを倒し続けるバイクに乗った仮面の戦士も目撃されていた。
そのころ、1年前に父フランクが失踪し施設で保護を受けていた少年キット・テイラーは、18歳になったのを機に独り立ちしなければならなくなった。誰もいない実家に戻り、ふと目にとまった奇妙なカードとケース（アドベントデッキ）を手にし、偶然に仮面の戦士ウイングナイト＝レンと出会った時、彼の全ては大きく変わった。
アドベントデッキが仮面ライダーと呼ばれる戦士に変身して鏡の中の異世界ベンタラへ入るためのキーアイテムだと知ったキットは、脳裏に語りかけてくるフランクからのメッセージに従い、レンの制止を振り切って赤いドラゴンと契約。仮面の戦士ドラゴンナイトに変身したキットは超人的な力を得、モンスターを撃退する。

だが、キットの敵はモンスターだけではなく、自分と同じくデッキの力を得た仮面ライダーが彼に戦いを挑んできた。混乱するキットにレンは語る。
かつて12人の仮面ライダーはモンスターを率いてベンタラに襲来した凶悪な侵略者ゼイビアックス将軍に立ち向かった。だが今や自分以外のライダーは殆ど倒され、ベンタラも征服されてしまった。そしてゼイビアックス将軍は次なる侵略ターゲットとしてキットの地球を選び、仮面ライダーから奪ったデッキを地球人に与え、言葉巧みに自分の手駒にしている、と……。
レンは図らずも仮面ライダーになってしまったキットが過酷な戦いに勝ち残れるように鍛えることを決意。キットも改めて自分が重い運命を背負ってしまったことを知りつつ、父を探す手がかりでもある仮面ライダーとなり、レンと共に戦う意思を固めた。

様々な謎、嘘、策謀が交錯しつつ、ベンタラと地球の未来をかけた二人の仮面ライダーの戦いが始まる。

## 概要
『パワーレンジャー』シリーズと同じく、日本版の戦闘パートを流用し、変身前のドラマパートを現地の俳優が演じる制作方式を用いた特撮ドラマで、『仮面ライダー龍騎』をベースとしている。アメリカで製作された仮面ライダーシリーズとしては『仮面ライダーBLACK RX』をベースに同国が1995年に制作、放送された『マスクド・ライダー』に次いで第2作目となる。アメリカのサバン・エンターテイメントが制作していた同作品とは異なり、本作品の制作は日本のアドネスエンターテイメントが請け負った。そのため、日本が原作を持つ作品を日本の企業がリメイクしてアメリカで展開するという、日本のコンテンツ業界にとって初の試みとなった。制作費は約20億円。
タイトルは前作の『マスクド・ライダー』を使わず、「仮面ライダー」をそのまま「KAMEN RIDER」とした上で、「龍騎」の部分を英訳した「DRAGON KNIGHT」という日本版『龍騎』の英字表記である「MASKED RIDER RYUKI」（マスクド・ライダー・リュウキ）とは真逆を取ったものとなっている。日本でのタイトル表記については表記ゆれが多く見られ、東映チャンネル公式サイトやDVDオフィシャルサイトでは英字表記の「KAMEN RIDER DRAGON KNIGHT」、テレビ朝日公式サイトでは「カメンライダー ドラゴンナイト」、東映公式サイトでは「カメンライダードラゴンナイト」、日本版公式サイトでは「仮面ライダードラゴンナイト」など、様々な表記がされている。なお、作品内に登場するヒーローたちについては「仮面ライダー○○」の表記で統一されている。
本作品の制作会社であるアドネスエンターテイメントは日本映画の出資をしていたが、日本市場では採算が取れないこともあり、世界に向けた映画制作について社内で話し合いが行われていた際に仮面ライダーの名が挙がったとされる。仮面ライダーのアメリカ映画化を考えたアドネスエンターテイメント社長・瀬端文雄は東映に企画を持ち込むにあたり、東映アニメーションの作品を北中南米に輸出した経験のある松尾泰男に相談し、松尾から「映画よりもテレビシリーズを優先すべき」とアドバイスを受ける。これはテレビシリーズならば映画よりリスクが少なく、商品展開も見込めるためとされる。
アメリカ向けにするために東映と石森プロの監修の下、ストーリーは勧善懲悪でシンプルな設定で作られている。対象年齢は6歳から14歳までで、日本より上となっている。
序盤の戦闘シーンはそのほとんどが『龍騎』からの流用だが、第5話以降は新規に撮影されたシーンも多くなる。原作のようにドラマシーンが多いとアメリカの子供は飽きてしまうという事情から東映側からアクションシーンを多くすべきと提案され、最終的には9割程度のシーンが新規に撮影されている。
撮影は2007年7月から開始されたが、2007年-2008年全米脚本家組合ストライキの影響で9月まで撮影が中断された後、2008年4月に終了。
流用された映像はフレームレートを若干落としたり、ぼかし処理を加えるなど、本作品に合わせて加工されている。また仮面ライダーのスーツも大幅に修復され、アドベントマスター（オルタナティブ・ゼロ）のスーツは新規に作り直している。ゲルニュート、メガゼール、ワイルドボーダーなど他のモンスターに改造されるなどした一部のモンスターのスーツも新しく作り直された。
主要スタッフには実写版『強殖装甲ガイバー』を手がけ、仮面ライダーファンとしても知られるスティーブ・ワンが共同製作総指揮および監督として参加。スタントはアルファスタントが担当しており、当初は中村忠弘と現地人スタントマンがアクションを担当していたが、撮影再開後の2007年10月からパワーレンジャーシリーズで多くのレッドレンジャーを演じた前田浩と杉口秀樹の2名がアメリカに渡り、撮影に参加。本来は秋山智彦、松上順也などが後から参加する予定だったが、予算の都合で中止となっている。CGの制作を日本側で担当することが提案されたが、英語の出来ないスタッフは不要と拒否され、半分以上がインドで制作されている。
日本版を凌ぐ大ヒットが期待された本作品であったが、視聴率、玩具売上共に全く振るわず、アメリカThe CWでは番組編成の都合もあり第38話で打ち切りとなった。シリーズ化も検討されており、他の仮面ライダーシリーズをベースにした企画が作られていたが中止となった
2010年には第37回デイタイム・エミー賞でスタントコーディネーターのドレンダ・ムーアが最優秀スタントコーディネーション賞を受賞している。

## 『龍騎』との違い
基本設定などは『龍騎』を踏襲しているが、数多くの設定が異なる。なお、主役の二人のネーミングは「キット＝城戸」、「レン＝蓮」など、『龍騎』のものが踏まえられている。
- 『龍騎』の「ミラーワールド」に相当する鏡の向こう側にある異世界「ベンタラ（Ventara）」は、ミラーワールドと異なり地球のパラレルワールドという設定になっている。このため、ベンタラ側と地球側とでは風景そのものが異なることも多く、左右も反転していない。日本で撮影されたミラーワールドのシーン全てが反転されているわけではないが、画面に文字が映る場面など反転が明確な部分はCG処理などで修正されている。
- モンスターは現実の世界では直接モンスターと接触した者以外には見えず（ベンタラの世界を鏡越しに覗いている場合も同様）、複数の鏡の間を行き来することが可能になっている。
- カードデッキはCONTRACTのカードがブランクでもファイナルベントのカードが組み込まれている。また戦闘中のカードの使用回数制限が無い。
- 変身する際の掛け声は「変身!」では無く「KAMEN RIDER!」となっている。日本語吹き替え版も同様。変身ポーズは、デッキを持った左手を突き出して構える以外に個別の変身ポーズはとらず、変身する際のエフェクトも独自のものになっている。『龍騎』のように必ずしも鏡など反射する物に向かってかざす必要はなく、仮面ライダー同士がデッキを向け合って変身する場面もある。
  - パイロット版では変身ポーズをとっており、掛け声も「HENSHIN!」。
- カードの絵柄は変わっていないものの、バイザーの音声が異なるカードが存在する（原作での「アドベント」のカードが「アタックベント」の音声になっているなど）。また、終盤にて「リンクベント」と呼ばれる本作品オリジナルのカードが登場した（デザインはユナイトベントの改造）。
- アドベントマスター（オルタナティブ・ゼロ）が原作とは逆に12（+1）人の仮面ライダーのプロトタイプという設定になった。また、原作ではゼロの完成形であったオルタナティブは「偽アドベントマスター」として登場している。
- アメリカでの子供向け番組用のレイティングに合わせ、「ベント」という現象が新たに設定された。これは仮面ライダー同士の戦いに敗れると、第三の異空間であるアドベント空間へ転送されるというもの。作品設定上は「規定値を超えるダメージにより体の粒子化が起こるため」とされている（本来は戦いで仮面ライダーが死亡しないためのフェイルセーフ）。この他にもレイティングによる演出変更が行われている。
- 明確な敵「ゼイビアックス将軍」が存在し、モンスターや仮面ライダーを組織的に従えている。代わりに「神崎兄妹」に相当するキャラクターは本作品には存在しない。
- 『龍騎』ではミラーワールドへの移動手段として以外に出番が少なかったバイクを、多くの仮面ライダーが利用している。特にドラゴンナイトとウイングナイトはアドベントサイクル（ライドシューター）の他にも専用のバイクを持っており、「主人公が変形するスーパーバイクを乗りこなし、時にバイクに搭乗しつつバトルする」という古典的なシチュエーションを取り入れている。

## 登場人物
名前の横にある（）内は、日本版『龍騎』における同一仮面ライダー・怪人の名称。

### 仮面ライダー
鏡の向こうにある異世界ベンタラの守護者。全部で12人存在し、オニキスはイレギュラーな仮面ライダーである。科学者ユーブロンが開発した「アドベントデッキ」を用いることで変身する。アドベントデッキには所有者のDNA情報が登録されているため、所有者以外の人間は変身できない。
地球の人間が変身できるのは、同じDNAを持つ並行世界の同一存在であるためで、ゼイビアックス将軍も対象となる人間の性格に関係なく仮面ライダーの力を与えるため、ゼイビアックス将軍にスカウトされた人間が必ずしも悪人ばかりというわけではない。アドベントデッキはモンスターの攻撃でも破壊するのが不可能なほど強固。
仮面ライダーにはそれぞれに使役するアドベントビースト（契約モンスター）が存在し、仮面ライダーの強力なパワーソースとなっている。アドベントビーストはアタックベント（アドベント）のカードを用いることで召喚が可能。
戦いに敗れた仮面ライダーの変身者はアドベントデッキだけをその場に残して異空間であるアドベント空間にベント（転送）され、カプセルの中で冷凍睡眠のような状態で幽閉されることになる。この状態から救い出せるのはアドベントマスターのみであるため、彼が不在の状況では実質的に脱出不可能な牢獄と化していた。その後、最終決戦でベントされた仮面ライダーがアドベント空間から救出されて地球への帰還を果たしたが、キット・レン・ケイス以外の仮面ライダーの変身者は仮面ライダーとして活動していたころの記憶を消された。
キット・テイラー / 仮面ライダードラゴンナイト（仮面ライダー龍騎） / 仮面ライダードラゴンナイト・サバイブモード（仮面ライダー龍騎サバイブ） / 仮面ライダーオニキス（仮面ライダーリュウガ）
主人公。カリフォルニア在住で、元々の稼業はバイク屋。18歳。高校は本人曰く「やってもいない喧嘩で停学中」。愛車はスズキ・カタナ。日本語版の一人称は原作と異なり主に「僕」である（「俺」という場合もある）。
数年前に父・フランクが行方不明になり養護施設にいたが、第1話で18歳になったのを切っ掛けに施設を出て一人で生活するようになった少年。フランクが失踪してから何故か彼に喧嘩や窃盗の罪が着せられることが多くなり、当初はトレントにも自身の弟の音楽プレイヤーを盗まれたことから「最低の犯罪者」と嫌われていた。帰って来た家でアドベントデッキを見つけたのがきっかけで仮面ライダーとなる。
当初は父親を探すことに固執していたが、とある病院で意識を失った父と再会してからはゼイビアックス将軍の野望を阻止しない限り真の再会は叶わないことを悟り、戦う決心をする。仮面ライダー同士の戦いに関しては、同じ地球人をベントすることに罪悪感を持ち、長らく躊躇していたが、アックスをベントできなかったせいでスティングを救えなかったことを悔やみ、迷いを捨てスピアーをベントした。それ以後、自分の影とも言うべきオニキスの幻影に悩まされながらもベンタラと地球のために戦い続けた。ピンチに陥ったり悩みを抱えた際には父の幻からたびたび助言をもらっている。
ラスとの戦いでファイナルベントを食らってベントされ、デッキはゼイビアックス将軍に強奪された。その後、復活したユーブロンに救出され、オニキスのデッキを入手。最終決戦までオニキスとして活動した。最終決戦の後は、アダムから正式にドラゴンナイトを受け継いでいる。
ラスとの戦いでケイスから渡されたサバイブカードで、仮面ライダードラゴンナイト・サバイブモードに変身するが、ファイナルベントを繰り出す前に効果が切れてしまった。実はキットがサバイブモードを使ったのは、ラスとの戦いで一度きりである。
ミシェルの配下に拉致・監禁された際、『龍騎』のTVスペシャルにおいて浅倉が用いた手段（こぼれた水で鏡を作って逃走）で逃走してレンたちと合流するなど、器用な一面がある。
アドベントビーストはドラグレッダー。専用バイクはドラゴンサイクル。
仮面ライダーオニキス
突如としてキットの悪夢の中に出現した仮面ライダー。悪夢の中でキット自身を襲った他、暴走してレンやケイスをベントする様子を見せ、「お前は、俺になる」という謎の予言で彼を苦しめ続けた。
終盤にて予言通り、ユーブロンに救出された際に彼が所持していたデッキを受け取ってキット自身が変身する。最初は暴走を恐れて拒絶したが、ユーブロンとケイスから悪夢を恐れることはないと論されて乗り切り、実際に夢で映された凶行に走ることはなかった。
キットが正式にドラゴンナイトのデッキを受け継いだ後、オニキスのデッキはユーブロンの下で保管された。
アドベントビーストはドラグブラッカー。原作と異なりバイザーの音声は他の仮面ライダーと変わらない。ファイナルベントの動作もドラゴンナイトと同じ。キットがオニキスに変身した際のドラグブラッカーは瞳の色が赤ではなく黄色になっている。日本版では劇場版のみの登場だったが、日本版のアクション映像は流用されている。
『2WORLD 1HEARTS』ではドラゴンナイトと一緒にファイナルベントを読み込むことで、サバイブモード単体を超える破壊力を持つ合体技『XR（クロスライダーキック）』を発動した。
レン / 仮面ライダーウイングナイト（仮面ライダーナイト）/ 仮面ライダーウイングナイト・サバイブモード（仮面ライダーナイトサバイブ）
ゼイビアックス将軍がベンタラを支配して以降に生き残った仮面ライダーの一人。24歳。愛車はカワサキ・ZX-14。当初はキットを戦いに巻き込みたくないと考えていたが、彼の意志を尊重し戦士として鍛えた。
幼少期から仮面ライダーとしての特訓を重ね、その日々の鍛錬で培った格闘能力は極めて高く、変身しなくても生身でミニオンズを蹴散らせるほど。キットの良き理解者であり、兄貴分として彼を支えてきたが、戦いの中で甘さを見せる自分にジレンマを抱えてしまう。
ラスとの決戦に勝利するも満身創痍の身となり、ミシェルが所属する政府系組織「ノーマン(No Men)」にマヤたちと共に合流。ユーブロンを復活させ、彼の指揮の下でゼイビアックス将軍に戦いを挑んだ。
アドベントビーストはブラックウイング。専用バイクはウイングサイクル。
日本語吹き替え版の声優は、日本版で秋山蓮/仮面ライダーナイトを演じた松田悟志が担当した。
リッチー・プレストン / 仮面ライダーインサイザー（仮面ライダーシザース）
21歳。大金持ちの息子だったが、父親に勘当されたことで一文無しになった。地道に働くことを嫌い、楽をして大金を得ようとする。
父親の新しい弁護士を騙るゼイビアックス将軍から「仮面ライダーを一人倒す毎に百万ドルを与える」という契約を持ちかけられ、誘惑に負けてインサイザーとなる。キットを執拗に狙うも、ウイングナイトとの一騎討ちに敗れてベントされ、原作同様に最初の脱落者となった。
ベント空間にいた間は家出していたと親に認識されており、『2WORLD 1HEARTS』では完全に見放されてしまった。その後、似たような境遇を持つ仲間と共にとある駐車場で働くようになる。居場所を見つけたこととベントされた恐怖からモンスター掃討には不参加の意思を示したが、いつ周囲が脅威に晒されるかという不安とその悩みに気付いた仲間の言葉で、再び仮面ライダーとして戦うことを決意した。
インサイザーの装甲を活かした特攻戦法を編み出した隠れた実力派で、かつてウイングナイトと互角以上に戦った経緯もあり、「単純だが仮面ライダーの能力を十分に引き出した」とスチュアートに賞賛されたほど。また、モテるためにマーシャルアーツを多少身に付けていた。
アドベントビーストはボルキャンサー。「インサイザー」は「挟み込み」の意。
ドリュー・ランシング / 仮面ライダートルク（仮面ライダーゾルダ）
22歳。元詐欺師。警察に追われていたころにゼイビアックス将軍と出会い、「地球征服に協力する見返りに、支配権の一部を与える」という条件に魅力を感じてトルクになった。
当初はキットに近づいて親しくなる一方で、レンとキットを仲違いさせる工作を行うなどしてゼイビアックスに協力していたが、キットが真実を知ったことで失敗に終わる。
ゼイビアックス将軍の指令に忠実に従わなかったため、次第に距離を置かれるようになり、ついにはゼイビアックス将軍を裏切ろうとしたことが露見。ゼイビアックス将軍の怒りを買ってストライクに追われる羽目になってしまう。その後、共闘を求めてキットやブラッドに接触するも最後まで拒絶されたままで終わり、ストライクに戦いに挑むも敗れてベントされていった。このため原作とは違い、地球でのドリューは終始悪役仮面ライダーとしての登場となった。
『2WORLD 1HEARTS』では警察に逮捕されており、刑務所から出られるということでモンスター掃討に二つ返事で協力する。地球の仮面ライダーをはじめ、周囲から信用されていなかったものの、実は詐欺稼業で失敗した経験から改心して「真面目に働く」という決意を固めていた。キットを「ムカつくガキ」と毒づきながらも彼を認めており、自分が必要とされていたことを嬉しがっていた様子を見せている。
アドベントビーストはマグナギガ。実体弾を発射していたマグナバイザーは、放送規定の関係でビーム銃に変更されている。また、シュートベント（ギガランチャー）がランチベントに変更されている。「トルク」は「回る、回転」の意。
グラント・ステイリー / 仮面ライダーキャモ（仮面ライダーベルデ）
20歳。裏格闘界の実力者だが自己中心的で手段を選ばないために人望がなく、仲間から見放されていたところに傭兵のスカウトを騙るゼイビアックス将軍と出会いキャモとなった。
強者と戦いたい一心で他の仮面ライダーに戦いを挑んでいたが、キットに説得されてようやくゼイビアックス将軍に騙されていたことに気付き、戦いから降りようとする。しかしトルクの不意打ちによって致命傷を負い、ファイナルベントを喰らってベントされた。
格闘家なだけあって体術を主体とした戦法を好むが、その性格と能力からトリッキーな技で相手を翻弄し、挑発することが多い。ファイナルベントは未使用。
『2WORLD 1HEARTS』ではプロの格闘家として名声を手にしつつあったが、スチュアートに「見世物ではない、命を懸けた本物の戦い」こそグラントが真に求める物だと見抜かれ、モンスター掃討に参加した。こちらで初披露したファイナルベントの名称は日本版の「デスバニッシュ」から、米国版の名称に即して「バイオバニッシュ」に変更されている。
アドベントビーストはバイオグリーザであるが、劇中では未登場。日本版ではTVスペシャルのみの登場だったため、劇中のアクション映像の流用はなく、完全新規になっている。「キャモ」は「迷彩模様」の意。
マックスファクトリーから発売されたfigmaでは、日本版における変身ポーズが再現できるようになっている。
ブラッド・バレット / 仮面ライダートラスト（仮面ライダーガイ）
21歳。モトクロスのレーサーだったが、友人のバイクに細工をした疑いをかけられて所属チームを解雇されてしまう。その直後に出会ったゼイビアックス将軍から、無実の証拠となるビデオ映像と引き換えにライダーバトル（仮面ライダーバトル）に参加する条件を引き受けてトラストとなった。
ゼイビアックス将軍からは、仮面ライダーの戦いを「バトルクラブ選手権」と吹き込まれ、ウイングナイトに何度も一騎討ちを仕掛けていた。
自身の置かれた状況を試練と捉え、しばしば「ブラッド・バレットは試練に勝つ」と口にするのが癖。正々堂々と戦うことを好んで卑怯な手は使わない反面、猪突猛進な性格で勝つことに強い拘りを持っており、キットたちの説得に最後まで耳を貸さなかった。
ゼイビアックス将軍の指令を度々無視するようになったために落伍者の烙印を押されてストライクに処刑されることになり、乱戦の最中に原作同様ストライクの盾にされトルクのファイナルベントを受け、さらにストライクのファイナルベントを続けざまに食らい、自身の敗北を認めないまましベントされた。
『2WORLD 1HEARTS』では不正疑惑は晴れたものの、ベントされていたブランクによって本人曰く「三流レーサーと同列」という屈辱の中で生活しており、キャリアを取り戻すことを優先するためモンスター掃討に参加することを拒否したが、頭の中に鳴り響くモンスターの警告音によってレースに集中できる状態ではなくなり、嫌々再びデッキを手にする。
アドベントビーストはメタルゲラス。「トラスト」は「突進」の意。
ジェームズ・トレードモア（JTC） / 仮面ライダーストライク（仮面ライダー王蛇）
23歳。「JTC」のハンドルネームで知られる伝説的なハッカー兼ブロガー。マヤのニュースサイトにモンスターや仮面ライダーの記事を提供するなど、一見協力的な好青年だが、実はゼイビアックス将軍の忠実な腹心。FBIに捕まっていたのをゼイビアックス将軍に助けられた。世界がゼイビアックス将軍の物になると考え、彼の側に付いている。ユーブロンを保護していたノーマンのエージェントにスカウトされかけたこともある。
行動は冷静沈着だが本性は残忍かつ好戦的。ゼイビアックス将軍の意に背く仮面ライダーは仲間であろうと容赦なく処刑していたが、その反面、無実の罪で服役している弟がいるためかダニーに対しては親近感を抱いているらしく、アルバートを失い悲嘆に暮れる彼を気遣ったり、ゼイビアックス将軍にベントするよう命令されても一度は見逃してやったり、最終的にダニーをベントした後、去り際にキットに対しダニーの怒りを代弁したかのような皮肉を言っている。また、ゼイビアックス将軍の度を過ぎたやり方に意見することもある。最後はケイスを失い怒りに燃えたレンと戦い、ベントされた。
『2WORLD 1HEARTS』では、レンから受けた一撃で精神崩壊を起こしていたことが明かされ、幼児退行した状態で病院生活を送っていた。デッキの力によって回復すると「世界を変えるための力が欲しい」とキットに語り、帰還する。
地球の仮面ライダーの中では最も危険視され、キットからはマヤと顔を合わせることを禁じられたが、自身に憧れていたトレントに対し「ジェームズ・トレードモアではなくJTCを信じてくれ」と語り、スチュアートの正体を暴く証拠を託した。トレントからは弟のビリーを奪った「権力」を超える力（すなわちネットワークやゼイビアックス将軍）に惹かれていたのではないかと悟られている。スチュアートとの再戦では、原作において北岡秀一が堕落していく東條悟に対して投げた「英雄というのは、英雄になろうとした時点で失格」という言葉を投げかけた。
アドベントビーストはベノスネーカー。後にデッキをゼイビアックス将軍が強化したことで複数のデッキを使えるようになると、レンからトラストとスティングのデッキを強奪し、二体のアドベントビーストを復活させ、ユナイトベントのカードでセレビースト（ジェノサイダー）を誕生させた。白兵戦では王蛇が殆ど使わなかったベノバイザーを常に携帯し、武器として使用している。
クリス・ラミレス（クリストファー・ラミレス） / 仮面ライダースティング（仮面ライダーライア）
19歳。合衆国海兵隊に志願し、父の期待に応え適性試験を受けるも、直前の健康診断で気管の疾患が見つかり兵役に就けなくなる。祖国を守る役に就けず、父親の望みも叶えられなかった自分に落胆していたところを政府機関のエージェントを騙るゼイビアックス将軍と出会い、モンスターから人々を守るよう唆されスティングとなった。
頑固で融通が利かず、キットやレンの説得を拒み続けていたが、マヤの仲介で説得に応じ共闘に転じた。だが病の影響で仮面ライダーに変身してからも喘息の発作に悩まされて長時間は戦えず、次第に自分がキットたちの足手まといになっていると考えるようになる。
その後病状が悪化してドクターストップがかかり、命を守る「海兵隊」としてどう生きるか悩んだ末、最後はウイングナイトをストライクのファイナルベントから庇ってベントされた。しかし、ベントする中でも誇りを失わず、「Semper Fi（センパーファイ）」の言葉と共に、敬礼したままレンとキットに別れを告げた。
後にアドベント空間から救出される際、彼を苦しめていた病魔はベンタラの技術によって取り除かれている。
『2WORLD 1HEARTS』では海兵隊の新兵（一等兵）となっており、仮面ライダーとして戦っていた記憶を失ってなお、レンから受け取った三本の枝をお守りとして持ち続けていた。仮面ライダーとしてキットらと共に再び戦うか海兵隊としての使命を全うするか悩んでいたが、憧れの的だったスチュアートに背中を押され、復帰を決意した。ファイナルベントの名称が日本版の「ハイドベノン」から、米国版での名称に即した「ハイドロベノム」になっている。
アドベントビーストはエビルダイバー。
ケイス / 仮面ライダーセイレーン（仮面ライダーファム）
ベンタラ人でレンの恋人。23歳。治癒能力を持っている。アダムの裏切りによりベントされたと思われていたが、密かに生き延びていた。
当初はキットをゼイビアックス将軍の手先の仮面ライダーだと誤解していたが、レンの説得で誤解を解いた後は共闘するようになる。一度はストライクとラスの連携に敗れ、レンの目の前でベントされたが、後にキットと共にユーブロンによって救出され、セイレーンに復帰している。
2枚のサバイブカードを所持しており、ベントされる直前にキットとレンに託している。この際の彼女の言葉によれば全ての仮面ライダーに対応するサバイブカードがあるらしいが、いずれも本編未登場。
アドベントビーストはブランウイング。日本版では劇場版のみの登場だったが、日本版のアクション映像は流用されている。
マヤ・ヤング / 仮面ライダーセイレーン（2代目）
キットと共にベンタラとモンスターの謎を追う女性。個人のニュースサイトを運営するジャーナリストだが、記者としては駆け出しで、先輩のミシェルにいつも記事を出し抜かれて歯痒い思いをしている。
仮面ライダーたちの正体を知る一人で、第1話で一度ベンタラに引き込まれたのが原因なのか、鏡など鏡面反射で映る物を通して仮面ライダーの行動が見えるようになったのを切っ掛けに彼らの戦いに協力。ユーブロンの力でケイスの格闘能力を伝授され、一時的にセイレーンになった。その後、救出されたケイスに自らの意思でデッキを返却して後方支援に徹し、記者に戻っている。
戦いの後、仮面ライダーの戦いを子供向け小説として出版した。後にプライスとは恋人同士になっている。
ダニー・チョウ / 仮面ライダーアックス（仮面ライダータイガ）
チョウ兄弟の兄。21歳。兄弟で強盗をしていた際にゼイビアックス将軍と出会い、多額の報酬と引き換えにアックスとなった。感情的になったアルバートを諌める役も務める。
多少格闘の心得があるが、生身ではレンに「素人程度」と軽くあしらわれ、仮面ライダーになってからもセイレーンに完敗するなど、決して強くはなかった。アルバートをベントしたキットを逆恨みして報復行動に出るも、独断でキットと戦ったためにゼイビアックス将軍の怒りを買い、ゼイビアックス将軍の指令を受けたストライクによってベントされた。
『2WORLD 1HEARTS』ではキットから「JTCの次に危険」と言われたものの、ベントされた際のアルバートと生き別れになったことによる精神的な傷が記憶を失っても残っていたが故に、身寄りのない子供の世話をし続けていた。それが理由でアジト近辺を領域にするギャングに目を付けられ、さらにいつ現れるかもしれないモンスターの襲撃を前に八方塞がりとなり、復活した仮面ライダーたちと合流することを決意する。自分たちを殺そうとしたギャングがモンスターに連れ去られると助けに向かうなど、弟以外の他者にも手を差し伸べる性格になっていた。
アドベントビーストはデストワイルダー。新撮部分のストライクベントは小型化されたものが使用されている。
日本語吹き替え版では兄弟揃って関西弁で話しており、戦闘時の掛け声は「ハイ!」。
アルバート・チョウ / 仮面ライダースピアー（仮面ライダーインペラー）
チョウ兄弟の弟。18歳。兄よりも大柄。性格は兄に比べて感情的で血の気が多い。
常に兄とコンビを組んでキットたちに襲いかかったり、ストライクと共謀してフランクを誘拐するなど卑怯な面が多かったが、最後はキットの怒りを買ってファイナルベントを食らいベントされた。
アドベントビーストはギガゼール。ファイナルベントは未登場。
『2WORLD 1HEARTS』では兄と共に身寄りのない子供の世話をしていた。現在の生活に限界を感じており、もう手段を選んでいるような状況ではないと理解していたが「殺人、強姦、麻薬は決して行わない」という誓いを立てている。また戦闘以外で仮面ライダーの能力を使おうとしたために顔を殴られて止められることもあった。
日本語吹き替え版では兄と同じく関西弁で話す。吹き替え声優を担当した村井によると「兄ちゃん」の呼び方は『火垂るの墓』の節子を参考にしているとのこと。
ヴィック・フレイザー / 仮面ライダーラス（仮面ライダーオーディン）
26歳。劇中では詳しい説明がなかったが『2WORLD 1HEARTS』の人物相関図によるとベンタラの出身で、ゼイビアックス将軍曰くレンにとっては仮面ライダーの先輩にあたるとのこと。フランクと同じように意識を奪われた状態で、万一のためにゼイビアックス将軍が基地に保管していた。ゼイビアックス将軍に体を乗っ取られて戦うが、最後はサバイブモードに変身したドラゴンナイトとウイングナイトの攻撃で規定値を超えるダメージを受けてベントされた。その後、最終決戦で他のベンタラの仮面ライダーたちと共に駆けつけた。
固有の能力として瞬間移動能力を持ち、他の仮面ライダーが触れていれば一緒に移動できる。
アドベントビーストはゴルトフェニックス。原作では詳細不明だったファイナルベントが披露され、ゴルトフェニックスと一体化して相手に突撃するというものである。「ラス」は「憤怒」の意。
アダム / 仮面ライダードラゴンナイト（初代） / 仮面ライダードラゴンナイト・サバイブモード
かつてベンタラでドラゴンナイトに変身していた人物。レンの親友だったが、ベンタラの仮面ライダーたちが全滅した原因である「裏切り者」とされていた。ベンタラにおけるキットの同一存在であるため、キットと瓜二つの容姿をしている。
アダムは当初レンたちと共にベンタラの仮面ライダーとして戦っていたが、平和を守ることよりも恋人のサラとの安息を求めるようになり、契約に縛られ戦い続ける人生に嫌気が差していたところ、彼の前に突如現れたユーブロンの親友だと名乗る男・パラゴンの甘言に乗せられて他の仮面ライダーのデッキを奪ってしまう。しかし、実はパラゴンの正体はゼイビアックス将軍であり、結果的にアダムの裏切りによってベンタラの仮面ライダーは為す術もなく全滅してしまった形になる。
その後、ゼイビアックス将軍が作り出したベンタラに似せた幻影の異空間に幽閉されながらもサラと偽りの平和なひとときを過ごしていたが、手駒を必要としたゼイビアックス将軍によってサラを人質に取られて再び戦いを強要され、葛藤しながらもレンたちに再び近付き、キットとの邂逅を経てノーマンに集ったベンタラの仮面ライダーたちと合流する。当初はゼイビアックス将軍の策に陥り手駒として暗躍していたものの、ユーブロンや他の仮面ライダーと和解しゼイビアックス将軍と決別して最終決戦に臨んだ。その後は仮面ライダーを正式に引退しドラゴンナイトの資格をキットに託し、サラと二人で暮らすようになる。

#### ベンタラの仮面ライダー
ユーブロンに救出され、帰還したベンタラの仮面ライダー。それぞれ各仮面ライダーのシンボルマークが刻まれたジャケットを身に着けている。地球の仮面ライダーとは別人だが、DNAが同じであるため容姿は瓜二つで、家族構成や特技も似ている。ただし、地球での同一存在とは性格が異なる人物も多い。
ベンタラ出身の仮面ライダーのうち、レン、ケイス、ヴィック、アダムは上記を参照。
チャンス / 仮面ライダートルク（初代）
ベンタラでトルクに変身している人物。地球でのドリューに瓜二つだが、彼とは違い正義感が高い。お喋りな性格でうっかり失言することもあるが、良きムードメーカーである。機械音痴。
プライス / 仮面ライダーストライク（初代）
ベンタラでストライクに変身している人物。地球でのJTCに瓜二つであるためマヤやトレントから驚かれる一幕もあったが、本人は物静かで礼儀正しい。戦闘の際には好戦的な一面を見せることもあるが、JTCのストライクと違い首を捻る動作はない。
マヤに惹かれる一方、当のマヤはJTCに裏切られたこともあって上手く向き合えずにいたが、戦いの後に両想いとなった。
ハント / 仮面ライダーアックス（初代）
ベンタラでアックスに変身している人物。レンとは親しい間柄らしく、彼との再会を一番喜んでいた。地球での同一存在であるダニーと同様、スピアーに変身する弟（地球でのアルバートに相当）がおり、ユーブロンの命令でなければ弟以外とは組まない主義。ダニーに比べて冷静沈着で、ファイナルベントも無難に披露している。
仲間を裏切ったアダムを許してはいないが、怒りを本人にぶつけることはせず、場合によっては共闘したりもしていた。日本語吹き替え版では地球でのダニーやアルバートと同様に関西弁で話す。
仮面ライダーインサイザー（初代）
仮面ライダーキャモ（初代）
仮面ライダートラスト（初代）
仮面ライダースティング（初代）
仮面ライダースピアー（初代）
ユーブロンに救出されて最終決戦に駆けつけた。いずれも変身者の名前は明かされなかった。
トラストとキャモは、性格やポリシーまで地球の仮面ライダーと似ていた。

### キットたちを取り巻く人物
トレント・モーズリー
マヤの友人で彼女に好意を抱いている。当初は弟の音楽プレイヤーを盗んだと思い込んでいたキットを「最低の犯罪者」と誤解し快く思っていなかったが、店に乱入してきたチョウ兄弟が仮面ライダーに変身する様を目撃してからは協力するようになり、その後ノーマンの要請を受けてエージェントとなる。
物事をオカルトや陰謀論に結びつける傾向にあるが、ハッキングの腕前は高く、警察のシステムに簡単に侵入できるほど。またハッカー仲間も複数おり、マヤの良きサポート役である。戦いの後はノーマンの常勤となった。
レイシー・シェリダン
マヤの友人で非常にセクシーな女性。当初は仮面ライダーの存在を空想の産物と考え、仮面ライダーの真相究明にのめり込むマヤを心配していたが、チョウ兄弟の変身を目撃した後は仮面ライダーの存在を認めるようになった。また、ミシェルにマヤの情報を渡してしまった負い目から、積極的にマヤやキットたちに協力していたが、ノーマンには参加せず、一市民として見守ることにした。
グレース・キーファー
マヤの叔母で本屋を経営している。仮面ライダーやモンスターの存在には最後まで気づかなかった。
ミシェル・ウォルシュ
マヤの先輩にあたる記者。駆け出しのマヤを利用したり彼女の記事を盗用してあたかも自分が書いたように見せかけたりするなど、卑劣な行動が目立ち、仮面ライダーの存在についても当初は否定的な素振りを見せていたが、裏では仮面ライダーやゼイビアックス将軍の情報を探る第三勢力として活動していた。
正体はノーマンのエージェントであり、ユーブロンを保護し、反ゼイビアックス将軍陣営に加わっていた。
フィリップス捜査官
ノーマンのエージェントでミシェルの上司。トレントをスカウトした。
フランク・テイラー
キットの父親でバイク屋を営んでいた。長年行方不明になっており、キットが仮面ライダーの戦いに身を投じる切っ掛けとなった存在であるが、とある病院にて意識不明の状態で発見され、その後はキットやマヤが定期的に見舞いに訪れている。しかし動けない身の上のためにゼイビアックス将軍たちに度々利用されていた。最終決戦後、無事救出されている。
『2WORLD 1HEARTS』ではキットの代わりにベンタラ解放一周年祝いに出席するが、地球との道が断たれ、帰還不能となってしまう。
ユーブロン / アドベントマスター（オルタナティブ・ゼロ）
ベンタラの仮面ライダーのリーダーで、アドベントデッキを開発した科学者。惑星カーシュ出身でゼイビアックス将軍の元部下。
ゼイビアックスの命令で荒れ果てたカーシュを立て直す奴隷調達のためテレポート技術を開発しベンタラに赴くが、病気で死にかけたのをあるベンタラ人に助けられ、ベンタラ側に付いた。
ベンタラでゼイビアックス将軍に敗れて吹き飛ばされ、地球に漂着。ニューメキシコの砂漠でノーマンが発見、カプセルを保護し、一年後にレンによって眠りから目覚める。
唯一アドベント空間を行き来できる存在であり、ベントされた者たちを救出できるが、ゼイビアックス将軍との戦いでデッキが損傷しており、キットとケイスを救出した直後にデッキが故障してしまったために全員を助けるには至らなかった。その後デッキを修復して全ての仮面ライダーを救出、最終決戦後は仮面ライダーに選ばれた地球人を全員救出している。
『2WORLD 1HEARTS』ではデッキの力で二つの世界を支配しようとするスチュアートを止めるため、地球人の信じ合う力に命運を託し、敢えてゼイビアックス将軍に従っていた仮面ライダーに最終決戦を任せた。ベントされた彼らを再び復活させるためにエネルギーを使い果たし自身は参戦できなかったが、彼の判断はその通りに戦いを勝利に導いた。
デッキの情報を書き換えることもでき、過去ユーザーのデータを新規ユーザーに転送して格闘未経験者でもすぐに仮面ライダーとして活躍させられる。
彼自身のアドベントビーストも存在するが劇中未登場（原作でオルナタティブ・ゼロと契約していたサイコローグ自体はモンスターとして登場している）。バイザーの音声は他の仮面ライダーと同じ。アクセルベントはスピードベントに変更されている。
日本語吹き替え版の声優は、日本版で仮面ライダーオーディンの声と各バイザー音声を演じた小山剛志が担当した。
サラ
アダムの恋人。ゼイビアックス将軍が用意していた異空間をベンタラと思い込んでいたが、最終決戦の後は仮面ライダーを引退したアダムとベンタラで暮らすようになる。
ブランドン
トレントのハッカー仲間。助っ人としてマヤたちに協力する。日本語吹き替え版ではフィッシュ共々日本のネットスラングを多用する。
フィッシュ
トレントのハッカー仲間。鼻をすするのが癖。

### ゼイビアックス陣営
ゼイビアックス将軍
異星人の侵略者。ベンタラを支配し、次に地球を標的にする。人間の姿に変身し、ベンタラの仮面ライダーと同じDNAを持つ地球人に偽名と偽の肩書きを語り接触、騙したり買収してレンに差し向ける。また、モンスターを生み出して人間を拉致する。
人間体の姿は共通だが、リッチーとドリューには顧問弁護士のウォルター・コナーズ、グラントには軍人のレース・マトック少佐、ブラッドにはバトルクラブ選手権の主催者チャーリー・フェザーズ、クリスには政府極秘機関のサイモンズ捜査官として、それぞれ偽名を名乗っている。
戦闘能力は高く、四人の仮面ライダーを同時に相手取るほど。アドベントマスターのデッキのコピーを所持しており、改心しかけたアダムを騙す際に偽のアドベントマスター（オルタナティブ）に変身、アダムの変身したドラゴンナイトを一方的に攻撃した。このデッキはあくまでもコピーであるため、アドベント空間への移動はできない。
正体はグレイに似たエイリアンであり、甲冑のような外観は変身したもう一つの姿である。元々は惑星カーシュから来た侵略者で、戦争で荒廃したカーシュを再建するために人類を奴隷にすることが目的だった。ベンタラのドラゴンナイトだったアダムに対し、自分はユーブロンの仲間の善良なカーシュ星人パラゴンであると偽って近づき、アダムをまんまと騙して仮面ライダーたちのデッキを奪って全滅させ、ベンタラ人はすべて拉致された。
地球人は仲間ではなく配下と認識しており、自らの指令に背く行動を取るなどして契約を破る者は味方であろうと容赦しない。一方で反攻勢力に出し抜かれた際、JTCによって自分の考えの甘さが原因だと指摘されると「君の意見はもっともだ」と認める一面も持つ。
最終決戦で全ての仮面ライダーによって繰り出されたリンクベントの前に敗北した。
レッド・ミニオン（ゲルニュート）
ゼイビアックス配下の戦闘員。背に装備した十字型手裏剣を武器とし、死亡するとその遺骸は消滅もしくは爆散する。
終盤ではゼイビアックス将軍の力でホワイト・ミニオン（シアゴースト）にパワーアップ。さらに脱皮してブルー・ミニオン（レイドラグーン）となる。
『龍騎』ではゲルニュートは一体しか登場していないが、原作と異なり戦闘員という設定のためにスーツが複数作られ、後に映画『超・電王』のオニ一族配下のゲルニュートに流用された。

## 放映リスト
※日本での放送はシーズンで分けず、第2シーズン以降も連続で話数をカウントしている。
第1シーズン
| 話数 | 通し話数 | サブタイトル             | 日本語版サブタイトル     | 登場クリーチャー                            | 脚本                   | 監督               |
| ---- | -------- | ------------------------ | ------------------------ | ------------------------------------------- | ---------------------- | ------------------ |
| 1    | 1        | Search for the Dragon    | ドラゴンを探せ           | ディスパイダー                              | ネイサン・ロング       | スティーブ・ワン   |
| 2    | 2        | Contract with the Dragon | ドラゴンとの契約         | ディスパイダー･リボーン                     | コリン・ギリス         | スティーブ・ワン   |
| 3    | 3        | Kamen Rider Incisor      | 仮面ライダーインサイザー | ディスパイダー テラバイター                 | スコット・フィリップス | スティーブ・ワン   |
| 4    | 4        | A Rider's Challenge      | ライダーへの挑戦         | -                                           | スコット・フィリップス | スティーブ・ワン   |
| 5    | 5        | The Power of Two         | 2つの力                  | ゼノバイター                                | ネイサン・ロング       | マイケル・ワン     |
| 6    | 6        | Kamen Rider Torque       | 仮面ライダートルク       | ゼブラスカル･アイアン ゼブラスカル･ブロンズ | コリン・ギリス         | マイケル・ワン     |
| 7    | 7        | Friend or Foe            | 敵か味方か               | ギガゼール ネガゼール ワイルドボーダー      | スコット・フィリップス | ジョン・ファサーノ |
| 8    | 8        | Kamen Rider Camo         | 仮面ライダーキャモ       | アビスハンマー アビスラッシャー             | ネイサン・ロング       | ジョン・ファサーノ |
| 9    | 9        | Kamen Rider Thrust       | 仮面ライダートラスト     | -                                           | ジェフ・ウォーカー     | ジョン・ファサーノ |
| 10   | 10       | Battle Club              | バトルクラブ             | バクラーケン                                | ジェフ・ウォーカー     | ジョン・ファサーノ |
| 11   | 11       | Vent or Be Vented        | 勝利か消滅か             | ウィスクラーケン                            | ジェフ・ウォーカー     | マーク・アレン     |
| 12   | 12       | Kamen Rider Sting        | 仮面ライダースティング   | -                                           | スコット・フィリップス | マーク・アレン     |
| 13   | 13       | Thrill of the Hunt       | ハンティング             | デッドリマー                                | ジェフ・ウォーカー     | スティーブ・ワン   |
| 14   | 14       | Xaviax's Promise         | 悪魔の約束               | -                                           | コリン・ギリス         | スティーブ・ワン   |
| 15   | 15       | The Many Faces of Xaviax | 選ばれし者たち           | -                                           | スコット・フィリップス | スティーブ・ワン   |

第2シーズン
| 話数 | 通し話数 | サブタイトル                 | 日本語版サブタイトル   | 登場クリーチャー                           | 脚本                   | 監督               |
| ---- | -------- | ---------------------------- | ---------------------- | ------------------------------------------ | ---------------------- | ------------------ |
| 1    | 16       | The Hero of Gramercy Heights | グラマシーの英雄       | ワイルドボーダー テラバイター サイコローグ | ネイサン・ロング       | スティーブ・ワン   |
| 2    | 17       | The Power of Three           | 3つの力                | -                                          | スコット・フィリップス | ジョン・ファサーノ |
| 3    | 18       | The Brothers Cho             | チョウ兄弟             | ガルドサンダー                             | スコット・フィリップス | ジョン・ファサーノ |
| 4    | 19       | Semper Fi                    | センパーファーイ       | チームガゼル                               | コリン・ギリス         | ジョン・ファサーノ |
| 5    | 20       | Letter from the Front Line   | 戦場からの手紙         | -                                          | ネイサン・ロング       | マイケル・ワン     |
| 6    | 21       | Strike's Ultimatum           | 兄弟の最期             | ゼノバイター                               | スコット・フィリップス | マイケル・ワン     |
| 7    | 22       | A Rider's Resolve            | セイレーンの帰還       | -                                          | ネイサン・ロング       | マイケル・ワン     |
| 8    | 23       | Kamen Rider Siren            | 服従か復讐か           | バズスティンガー･ホーネット                | ネイサン・ロング       | スティーブ・ワン   |
| 9    | 24       | Dark Temptation              | 黒の誘惑               | -                                          | ネイサン・ロング       | スティーブ・ワン   |
| 10   | 25       | Dropping the Axe             | 家族の肖像             | -                                          | ジェフ・ウォーカー     | スティーブ・ワン   |
| 11   | 26       | Kamen Rider Wrath            | 仮面ライダーラス       | -                                          | コリン・ギリス         | ジョン・ファサーノ |
| 12   | 27       | Attack Of The No Men         | ノーマン               | ブロバジェル                               | コリン・ギリス         | ジョン・ファサーノ |
| 13   | 28       | A Dragon Caged               | 囚われのドラゴンナイト | シールドボーダー                           | ジェフ・ウォーカー     | ジョン・ファサーノ |
| 14   | 29       | Calm Before The Storm        | 嵐の前の静けさ         | -                                          | スコット・フィリップス | ジョン・ファサーノ |

第3シーズン
| 話数 | 通し話数 | サブタイトル              | 日本語版サブタイトル   | 登場クリーチャー | 脚本                   | 監督             |
| ---- | -------- | ------------------------- | ---------------------- | --- | ---------------------- | ---------------- |
| 1    | 30       | Swan Song                 | スワン・ソング         | - | ネイサン・ロング       | マイケル・ワン   |
| 2    | 31       | Xaviax's Wrath            | 赤龍落つ               | - | ネイサン・ロング       | マイケル・ワン   |
| 3    | 32       | Advent Master Returns     | アドベントマスター     | ワイルドボーダー | ネイサン・ロング       | マイケル・ワン   |
| 4    | 33       | Out Of The Void           | アダム                 | オメガゼール マガゼール ガルドミラージュ ガルドストーム                                                                            | スコット・フィリップス | マーク・アレン   |
| 5    | 34       | Back In Black             | 黒龍見参               | - | スコット・フィリップス | マーク・アレン   |
| 6    | 35       | A Hero's Fall             | 墜ちた英雄             | ワイルドボーダー シールドボーダー ソノラブーマ                                                                                     | スコット・フィリップス | マーク・アレン   |
| 7    | 36       | Dark Deception            | 裏切りの連鎖           | バズスティンガー・ホーネット バズスティンガー・ワスプ バズスティンガー・ビー                                                       | ネイサン・ロング       | スティーブ・ワン |
| 8    | 37       | The Enemy Within          | 内なる敵               | バズスティンガー・ブルーム バズスティンガー･フロスト                                                                               | ネイサン・ロング       | スティーブ・ワン |
| 9    | 38       | For Ventara And Earth Pt1 | 滅亡へのカウントダウン | シールドボーダー ウィスクラーケン バズスティンガー･ワスプ ガルドミラージュ ミスパイダー                                            | ネイサン・ロング       | スティーブ・ワン |
| 10   | 39       | For Ventara And Earth Pt2 | ベンタラと地球に       | バクラーケン アビスハンマー ソノラブーマ ブロバジェル バズスティンガー・ホーネット バズスティンガー・ワスプ バズスティンガー・ビー | ネイサン・ロング       | スティーブ・ワン |
| 11   | 40       | A Dragon's Tale           | キットの物語           | - | ネイサン・ロング       | スティーブ・ワン |

## キャスト
吹き替え役の氏名が太字の人物は『仮面ライダーシリーズ』に俳優または声優で出演経験がある人物。
| 役名                                                             | 俳優                         | 日本語吹き替え |
| ---------------------------------------------------------------- | ---------------------------- | -------------- |
| キット・テイラー 仮面ライダードラゴンナイト 仮面ライダーオニキス | ステファン・ランスフォード   | 鈴木達央       |
| アダム 仮面ライダードラゴンナイト（初代）                        | ステファン・ランスフォード   | 鈴木達央       |
| レン 仮面ライダーウイングナイト                                  | マット・マリンズ             | 松田悟志       |
| リッチー・プレストン 仮面ライダーインサイザー                    | トニー・モーラス             | 高橋広樹       |
| ベンタラのインサイザー変身者 仮面ライダーインサイザー（初代）    | トニー・モーラス             | 高橋広樹       |
| ドリュー・ランシング 仮面ライダートルク                          | クリストファー・フォリー     | 遊佐浩二       |
| チャンス 仮面ライダートルク（初代）                              | クリストファー・フォリー     | 遊佐浩二       |
| グラント・ステイリー 仮面ライダーキャモ                          | クリストファー・バーバース   | 松田賢二       |
| ベンタラのキャモ変身者 仮面ライダーキャモ（初代）                | クリストファー・バーバース   | 松田賢二       |
| ブラッド・バレット 仮面ライダートラスト                          | キース・ストーン             | 山本匠馬       |
| ベンタラのトラスト変身者 仮面ライダートラスト（初代）            | キース・ストーン             | 山本匠馬       |
| ジェームズ・トレードモア（JTC） 仮面ライダーストライク           | スコット・ベイリー           | 杉田智和       |
| プライス 仮面ライダーストライク（初代）                          | スコット・ベイリー           | 杉田智和       |
| クリス・ラミレス 仮面ライダースティング                          | マイケル・カーデル           | 神谷浩史       |
| ベンタラのスティング変身者 仮面ライダースティング（初代）        | マイケル・カーデル           | 神谷浩史       |
| ダニー・チョウ 仮面ライダーアックス                              | マイク・モー                 | 櫻井孝宏       |
| ハント 仮面ライダーアックス（初代）                              | マイク・モー                 | 櫻井孝宏       |
| アルバート・チョウ 仮面ライダースピアー                          | トニー・サノ                 | 村井良大       |
| ベンタラのスピアー変身者 仮面ライダースピアー（初代）            | トニー・サノ                 | 村井良大       |
| ケイス 仮面ライダーセイレーン                                    | キャリー・レシェンバック     | 沢城みゆき     |
| ヴィック・フレイザー 仮面ライダーラス                            | マーク・ワイスラッチ         | 石川英郎       |
| ユーブロン アドベントマスター                                    | マーク・ダカスコス           | 小山剛志       |
| マヤ・ヤング 仮面ライダーセイレーン（二代目）                    | エイリア・アリスター         | 芳賀優里亜     |
| トレント・モーズリー                                             | タイラー・エマーソン         | 梶裕貴         |
| レイシー・シェリダン                                             | マリーザ・ローレン           | 小松由佳       |
| グレース・キーファー                                             | ヴィクトリア・ジャクソン     | 山下亜矢香     |
| フランク・テイラー                                               | ジェフ・デイヴィス           | 小山力也       |
| ミシェル・ウォルシュ                                             | キャシー・クリストファーソン | 沢海陽子       |
| フィリップス捜査官                                               | ジャミソン・ジョーンズ       | てらそままさき |
| ブランドン                                                       | ブライアン・ノリス           | 間島淳司       |
| フィッシュ                                                       | オミ・パイディア             | 碓氷剛史       |
| サラ                                                             | カミラ・グリーンバーグ       | 秋山莉奈       |
| ゼイビアックス将軍                                               | ウィリアム・オリアリー       | 大塚芳忠       |

### ゲスト
| 役名                               | 俳優                   | 日本語吹き替え |
| ---------------------------------- | ---------------------- | -------------- |
| グリムス刑事                       | ジェームズ・パターソン | 滝知史         |
| ダン・ラミレス軍曹（クリスの父）   | デヴィッド・ベロン     | 楠大典         |
| ポール                             | ピーター・シェライコ   | 堂坂晃三       |
| 修理工                             |                        | 堂坂晃三       |
| モンスターの声                     |                        | 岩崎了         |
| 夢遊病病棟の医師                   |                        | 坂巻学         |
| グラントの師範                     |                        | 坂巻学         |
| モトクロスレースの実況             |                        | 坂巻学         |
| モトクロスレースの実行委員         |                        | 堂坂晃三       |
| ヒース医師（クリスを診断した医師） | ブレイク・ボイド       | 金子由之       |

### スーツアクター・スタント
- 仮面ライダードラゴンナイト[5][8]、仮面ライダーストライク[5]、ミニオン - 中村忠弘
- 仮面ライダードラゴンナイト[5]、仮面ライダーウィングナイト[5][9][8]、仮面ライダーストライク[5][9]、他[注釈 2]、レッドミニオン[10] - 前田浩
- 仮面ライダーウィングナイト[5] - マーク武蔵
- 仮面ライダーウィングナイト[11] - クリス・ブリュースター
- 仮面ライダーウィングナイト[12][13] - 羽賀亮洋
- 仮面ライダーウィングナイト[14] 、仮面ライダードラゴンナイトブランク体[14]、ミニオン- アーロン・トニー
- 仮面ライダーウィングナイト[15]、レッドミニオン-ルーベン・ラングダン
- 仮面ライダーウィングナイト[16]、仮面ライダートルク[16]、ゼブラスカル[16]、レッドミニオン[16] - チェ・イルラム
- 仮面ライダートルク[17]-ザビエル・キンポ
- 仮面ライダースティング[5]、仮面ライダーアックス[5]、仮面ライダーセイレーン[5]、仮面ライダードラゴンナイト[5] 、仮面ライダーオニキス[18] [12]、レッドミニオン[10][8]、他- 杉口秀樹
- 仮面ライダーストライク [19][12]- デビッド・リー・ブラウン
- 仮面ライダートラスト[20]-マニー アヤラ
- 仮面ライダートラスト[21][12]-ブランドン・シーリー
- 仮面ライダーアックス[17]、レッドミニオン[22]- マット・ベルベリ
- 仮面ライダーアックス[21][12]- ジョー・エリック・メルカード
- 仮面ライダーオニキス[17]-ウェイン・ダルグリッシュ
- 仮面ライダーオニキス[17]-D・Y・サン
- 仮面ライダーセイレーン[23][12] - ニコール・ランドール
- 仮面ライダーセイレーン [17]- メリッサ・バーカー
- モンスター[17]、レッドミニオン[17] -マッケイ・スチュワート
- レッドミニオン[17] -エリック・ベッツ
- マット・マリンズのスタントダブル[24] - ポール・ラコヴァラ
- エイリア・アリスターのスタントダブル[25]、キャリー・レシェンバックのスタントダブル[25] - リンダ・ジュエル
- モトクロススタント - マーク・シェーファー[26]、ヒロ・コーダ、ショーン・レーン
- その他スタント - T.J.ロトロ、ソニー・シソン、ダニー・ウェイン・スタルカップ、サム・ロック 、ロベルト・グティエレス、マレー・キム、ブライアン・フライデー、サム・ハーグレイブ、フェルナンド・チェン、クレイグ・バックスレイ・ジュニア、ラッセル・バートリノ、クレイ・カレン、、オークリー・リーマン、ドンクアン・クオック・ハ、ジャッカモ・ハーベイ、ブルット・A・ジョーンズ、デイビット・キルデ、アレックス・ハイ、サム・シトゥモラン、オースティン・ブリュワー、マーク・チャドウィック、ダン・フラニガン、ポール・M・ラネ、マーク・マクダニエルズ、リック・ミラー、ゾリ・ドラ、トム・デュワイ、ブライアン・クリステンセン、ショーン・チャーニー、マイケル・バーネット、マイカ・ブロック、マイク・ウィルソン、ブライアン・シンプソン他

## スタッフ
- 製作総指揮 - 瀬端文雄、鈴木武幸、小峯昭弘、松尾泰男
- 共同製作総指揮 - スティーブ・ワン、マイケル・ワン
- ストーリー原案 - ネイサン・ロング、スティーブ・ワン、マイケル・ワン
- ストーリー・エディター - ネイサン・ロング
- 音楽 - トニー・フィリップス
- 撮影監督 - ジョン・イーラー、フランク・ハリス
- スタント・コーディネーター - ドレンダ・ムーア、ルーベン・ラングダン
- セカンドユニット監督 - 坂本浩一（パイロット版、第1 - 3話）
- アクション監督 - 小原健、アキヒロ・"ユージ"・ノグチ、スティーブ・ワン
- アクションユニット撮影監督 - 谷基彦、フィリップ・D・シュワルツ
- プロダクション・デザイナー - オアナ・ボグダン
- 編集 - ニック・ピーターソン、デヴィッド・ヤクボヴィク、スーザン・E・キム
- 原作 - 石ノ森章太郎
- 制作 - アドネスエンターテイメント、東映
- 配給 - 4キッズエンタテインメント[1]
- 日本語版スタッフ
  - プロデュース - 白倉伸一郎、武部直美
  - 演出 - 田口仁、高橋浩、和田佳織
  - 翻訳 - 伊勢田京子、吉田恵子、石原明子
  - 制作 - 東映

## 日本での展開
2009年10月6日から2010年2月16日まで毎週火曜16:00から毎週2話ずつ、日本語吹き替え版がCSデジタルチャンネル・東映チャンネルおよび東映チャンネルHDで、日本初放送された。この際、東映により日本語版公式サイトも作られ、「「仮面ライダー」×「海外ドラマ」! 今、新たなるライダー伝説が始まる!」というキャッチコピーが付けられた。日本語版の配役には、平成仮面ライダーシリーズを経験した声優や役者が多数起用されている。

東映チャンネルではオリジナル版も放送された。(2010年7月18日から毎週日曜13:00から（再放送は7月22日より毎週木曜24:00から）毎週4話ずつ）
地上波テレビ放送では、2010年4月からはテレビ朝日で2010年4月1日から同年7月1日まで毎週木曜26:40～27:10に、朝日放送でも2010年4月6日から同年6月29日まで毎週火曜26:11～26:41に、『カメンライダー ドラゴンナイト』の邦題で第1シーズンの第1話 - 第14話を二か国語（BILINGUAL）放送した。（朝日放送では第13話、第14話は連続放送）。

地上波版では日本独自にオープニングとエンディング曲を新規に追加したほか、本編後には「KRDK FACT FILE」と題したミニコーナーを放送した（キャストのインタビューや登場人物紹介など）。

ナレーションおよび「FACT FILE」における米国のスタッフ、キャストの吹き替えは全て杉田智和が声を当てている。「FACT FILE」では男女両方とも杉田智和が吹き替え、さらにアドリブでネタを含ませたため、妙なテンションのコーナーとなった。地上波での第2シーズン以降の放送はされなかったが、地上波版最終話（第14話）の「FACT FILE」では予告映像が放送された。
2011年10月2日よりアニマックス（BSデジタル・スカパー!・スカパー!e2・全国ケーブルテレビ・IPテレビ）でも放送開始された。毎週日曜朝8:30～9:30に2話ずつ放送。
2012年1月23日から2012年6月10日まで、東映特撮公式YouTubeでネット配信された。毎週月曜日更新で各2話ずつ配信。その後2019年4月23日から、『仮面ライダージオウ スピンオフ PART2『RIDER TIME 仮面ライダー龍騎』』の大ヒットを記念して東映特撮公式YouTubeでネット配信されている。毎週火曜日更新で各2話ずつ配信。
英語版主題歌
『KAMEN RIDER DRAGON KNIGHT OPENING THEME』
- 演奏 - Cage9

オリジナルの英語版、東映チャンネル版、ネット配信（東映特撮公式YouTube）版のオープニングテーマ。
地上波でも第1話 - 第4話までオープニングテーマに使用され、第5話以降も副音声ではそのまま流れていた。
地上波・日本語版主題歌
『DIVE INTO THE MIRROR』
- 作詞 - TAKA / 作曲 - RYO / 編曲 - defspiral / 唄 - defspiral

第5話からオープニングテーマとして使用。
地上波・日本語版エンディングテーマ
『ANOTHER WORLD』
- 作詞 - 藤林聖子 / 作曲 - tatsuo / 編曲 - tatsuo / 唄 - キット&レン（鈴木達央&松田悟志）

第7話からエンディングテーマとして使用。
2010年6月からDVDの発売・レンタルが開始された。また、『仮面ライダーW』テレビシリーズDVD第5巻に本作品の第1話が収録されている。

## ゲーム

### コンピューターゲーム
2009年12月22日にディースリー・パブリッシャー（D3 Publisher of America, Inc）より、アメリカにてWiiおよびニンテンドーDS用対戦型アクションゲームが発売された。開発元ではWii版はエイティング、ニンテンドーDS版はナツメ。主に、日本で発売された『仮面ライダー クライマックスヒーローズ』をベースに製作された作品。日本未発売。

後に日本で発売された『仮面ライダー クライマックスヒーローズオーズ』では、このゲームに登場するライダーとモンスターのキャラグラフィックおよび超必殺技映像が流用されている。

#### 声の出演
- 仮面ライダードラゴンナイト、仮面ライダーオニキス：ジョニー・ヨング・ボッシュ
- 仮面ライダーウイングナイト、仮面ライダートルク：ピーター・ドイル
- 仮面ライダーインサイザー、システム音声：サム・リーゲル
- 仮面ライダーキャモ：デヴィッド・アーネスト
- 仮面ライダートラスト、仮面ライダーストライク：カイジ・タン
- 仮面ライダースティング：ジャック・バウアー
- 仮面ライダーセイレーン：エル・ディーツ
- 仮面ライダーアックス：グラント・ジョージ
- 仮面ライダースピアー：ヴィック・ミニョーニャ
- 仮面ライダーラス：ライアム・オブライエン
- ゼイビアックス：カイル・エベール

#### ゲームスタッフ
- ボイスディレクター：トニー・オリバー

#### 登場キャラクター
全てのライダーは最初はファイナルベントしか使えないが、ミラーワールドモードをクリアする、ショップでカードを買ったりすると、使える技が増えていく。
仮面ライダードラゴンナイト
仮面ライダーウイングナイト
仮面ライダートルク
仮面ライダーインサイザー
仮面ライダーキャモ
仮面ライダースティング
仮面ライダートラスト
仮面ライダーストライク
ベノクラッシュとドゥームズデイ、2種類の必殺技が使用可能。
仮面ライダーアックス
仮面ライダースピアー
仮面ライダーセイレーン
仮面ライダーオニキス
能力はドラゴンナイトとほぼ同じ。
仮面ライダーラス
瞬間移動が可能。
ゼイビアックス将軍
全てのライダーの契約モンスターを使用可能。
レッド・ミニオン
ミラーワールドモードに登場。
ブルー・ミニオン
ミラーワールドモードに登場。
ドラゴンナイトサバイブ
ウイングナイトサバイブ

#### ステージ
- スタジアム
- 森
- 海岸
- 教会
- 地下駐車場

#### ミラーワールドモード
仮面ライダーを操作し、次々に現れるモンスターたちを倒していくモード。

他にも通常対戦などがあり、最終的にゼイビアックス将軍を倒すのが目的。

#### ショップ
アドベントカードを買うことができる。ゲームを進めると、買えるカードが増えていく。

### iPhoneアプリ
メディコム・トイとカイトは2010年7月13日からiPhone向けアプリ『KAMEN RIDER DRAGON KNIGHT』をiTunesAppStoreで公開。カードデッキ装着やアドベントカード装填アクションを再現。

## DVD
DVDセット
- KAMEN RIDER DRAGON KNIGHT BOX VOL.1 - 第1話-第20話収録、2010年6月21日発売。
- KAMEN RIDER DRAGON KNIGHT BOX VOL.2 - 第21話-第40話収録、2010年9月21日発売。

DVD単巻
2010年6月21日発売
- KAMEN RIDER DRAGON KNIGHT VOL.1 - 第1話-第4話収録
- KAMEN RIDER DRAGON KNIGHT VOL.2 - 第5話-第8話収録
- KAMEN RIDER DRAGON KNIGHT VOL.3 - 第9話-第12話収録
- KAMEN RIDER DRAGON KNIGHT VOL.4 - 第12話-第16話収録
- KAMEN RIDER DRAGON KNIGHT VOL.5 - 第17話-第20話収録

2010年9月21日発売
- KAMEN RIDER DRAGON KNIGHT VOL.6 - 第21話-第24話収録
- KAMEN RIDER DRAGON KNIGHT VOL.7 - 第25話-第28話収録
- KAMEN RIDER DRAGON KNIGHT VOL.8 - 第29話-第32話収録
- KAMEN RIDER DRAGON KNIGHT VOL.9 - 第33話-第36話収録
- KAMEN RIDER DRAGON KNIGHT VOL.10 - 第37話-第40話収録

イベントDVD
- KAMEN RIDER DRAGON KNIGHT スペシャルイベント

2010年7月21日発売。2010年1月11日に新宿文化センターで行われた、吹き替え声優によるイベントを収録。
※日本語字幕は収録されていない。

## ネット配信
- 東映特撮 YouTube Official…2012年1月23日 - 6月10日、2019年4月23日 - 9月3日

## 書籍
『KAMEN RIDER DRAGON KNIGHT OFFICIAL GUIDE』（カメンライダー ドラゴンナイト オフィシャルガイド）
本作品の公式ガイドブック。一迅社より2010年7月27日発売（ISBN 978-4-7580-1196-9）。
『KAMEN RIDER DRAGON KNIGHT 2WORLD 1HEARTS』（カメンライダー ドラゴンナイト 2ワールド 1ハーツ）
TVシリーズのその後を描いた日本独自の完全オリジナルストーリーの小説版。アメリカでは未発売。イースト・プレスより2010年9月16日発売（ISBN 978-4-7816-0436-7）。著者は真野勝成。
特典としてアドベントカードおよびデッキケースのペーパークラフトが封入。カードの図柄は、設定のみで劇中で使用されていないものや、『龍騎』にはない「リンクベント」も含んだ全種となっている。

### 『2WORLD 1HEARTS』のストーリー
ゼイビアックスとの二つの世界を懸けた戦いから一年後、ベンタラでは解放一周年を祝したパーティが開かれることとなり、キット・テイラーも招待されたが、仮面ライダーとしてモンスター残党と戦うために地球を離れられなかった彼は父フランクに代理を頼む。

そんな折、地球とベンタラのリンクが途切れたという驚愕の知らせを受けたキットは、偶然にも忘れ物を取りに戻っていたレンと合流するも、打開策は浮かばずに事態は刻々と悪化の一途を辿る。ゼイビアックス将軍の加護を受けられなくなっていたモンスター残党が人間を捕食するという手段で増殖し、一大勢力へと復活を遂げようとしていたのだ。

ベンタラからの援軍を期待できない今、陸軍から派遣されたデビッド・スチュアート大佐の指揮の下、ノーマンはかつてゼイビアックスの尖兵として立ちはだかった地球の仮面ライダーを集結させることを決定した。それこそがゼイビアックス将軍をも上回る新たな敵の計画とも知らずに……。

### 『2WORLD 1HEARTS』の登場人物

#### ライダーハンター（仮面ライダーハンター）
デビッド・スチュアート大佐 / 仮面ライダーオニキス / 仮面ライダーオニキス・サバイブモード / 仮面ライダーオニキス・オーバーサバイブ
陸軍からノーマンに派遣されたという、第二次アフガン紛争から前線で戦い続けていた叩き上げの軍人。クリスを始め多くの軍人の憧れでもある。温厚な一方で軍人らしい熱い一面もあり、ユープロンとも意気投合していたという。
しかしその実態は、世界統一とベンタラへの侵略を企む謎の組織からの刺客であり、中東での従軍経験から「米国による軍事的統治が地球に平和をもたらす」という狂信的愛国心を抱いている。ユープロンに友好的だったのもアドベントデッキを手に入れるための芝居だった。
仮面ライダーをモンスターと戦わせることで戦闘データをデッキに蓄積させ、用済みとなればコピーベントで仮面ライダーに化けてベントしていた。モンスター残党の主であるマザーモンスターと契約して人々を襲わせていたのも彼で、JTCからは「ライダーハンター（仮面ライダーハンター）」と皮肉られている。
JTCとドリューがキットに託した情報によって正体が露見すると、DNAロックを解除したオニキスのデッキで変身、キットと用済みになったブライアンをベントしようと企む。ウイングナイトのサバイブカードを奪い彼らを圧倒したが、ベンタラとの通行を妨げていた空間ジャミングを破ったユープロン、レン、ケイス、ヴィックと、アドベント空間から解放された地球の仮面ライダーが救援に駆け付けたことで形勢が逆転。状況を打開するため、さらにドラゴンナイトのサバイブカードを奪ってオーバーサバイブとなる。
ドラゴンナイトのファイナルベントさえも弾き返し、12人の仮面ライダーを単騎で圧倒する無類の力を手にするが、模造カードの使用と相まってデッキの負担が限界に達し変身が解けた直後、契約のカードを失ったことで契約破棄と見なされ無数のモンスターたちに捕食されるという無惨な最期を遂げた。
なお、集結したモンスターの群れは人間を捕食し続けて変調をきたした末に融合し、仮面ライダーにとって最強最後の敵となる。
ブライアン・マース / 仮面ライダーウイングナイト / 仮面ライダーウイングナイト・サバイブモード / 仮面ライダーオニキス
スチュアートの配下で地球におけるレンの同一存在。レンに成りすましてキットと行動し、仮面ライダーの招集を促した。
スチュアートの指示を受けてモンスターを操りチョウ兄弟をベントした後、キットと戦うが口封じのため共にベントされかける。キットに救われて己の間違いに気付き、共にサバイブ化したオニキスに立ち向かうが力及ばず、駆け付けたレンにデッキを返した。
マザーモンスターとの決戦ではキットに促されてオニキスに変身。ドラゴンナイトとの連携技「XR（クロスライダーキック）」で見事に勝利を飾った。
その後、彼を含めた地球の仮面ライダーは再び記憶処理を受けるものの、前回とは異なりノーマンによる最大限の援助を受けたお蔭で過去に犯した罪状の帳消しや苦しい生活からの脱出を約束された上での帰還を果たし、かつて侵略者に利用された彼らの願いは一年後に形となった。

#### 地球の仮面ライダーの関係者
イアン
リッチーが働いている駐車場の先輩。広い心を持つ老人で、不安がるリッチーに「『やりたくないけど、やらなきゃならない』ことを先送りにしても問題が大きくなる」と語り、彼の決意を固めた。
ジェシカ
14歳。チョウ兄弟が世話する子供たちのまとめ役で、二人にとっては妹のような存在。チョウ兄弟の悩みを察し、自分たちの僅かな食料で弁当を作って励ました。兄弟を狙うブライアンに人質にされるが、ブライアンは無関係の人間を殺すような非道な人物ではないため無事に返された。
ビーン
自分たちに従わないチョウ兄弟を圧迫していたストリートギャングのボスで、ステロイドで作り上げたマッスルボディが自慢。二人を追い詰めたところで手下共々突如現れたモンスターに拉致される。
「目の前でさらわれたのを見殺しにしたらさすがに気分が悪い」と後を追ったチョウ兄弟の救援も虚しく、僅かな残骸を残して食い殺されてしまった。

## 商品展開
北米では変身ベルトやアクションフィギュアなど独自のアイテムも発売された。日本での放送が開始された際には、バンダイ以外のメーカーの商品も発売された。
北米発売
Dx Weapons Kamen Rider Advent Belt
変身ベルト。新規造型でプラデラVバックルよりも大きく、劇中同様デッキが縦に回転する。
Dx Weapons Dragon Knight Dragvisor
ドラグバイザー。ほぼ同じ形状であるものの音声や一部造型が異なり、鼻根部に音声ボタンがある。カードは絵柄は異なるがオリジナル同様のパンチカードタイプ。
日本発売
KAMEN RIDER DRAGON KNIGHT KUBRICK
メディコム・トイ発売のキューブリック。
figma 仮面ライダードラゴンナイト
マックスファクトリー発売のアクションフィギュア。